# Гней Сервилий Гемин
Гней Сервилий Гемин (лат. Gnaeus Servilius Geminus; умер 2 августа 216 года до н. э., Канны) — римский военачальник и политический деятель из патрицианского рода Сервилиев, консул 217 года до н. э. Участвовал во Второй Пунической войне, погиб в битве при Каннах.

## Происхождение
Гней Сервилий принадлежал к патрицианскому роду Сервилиев — одному из шести родов, происходивших из Альба-Лонги. Его отцом был двукратный консул (в 252 и 248 годах до н. э.) Публий Сервилий, первый носитель родового прозвища Гемин (Geminus — «близнец»). Брат Гнея, Гай, был претором в 218 году до н. э. и тогда же попал в плен к бойям, откуда освободился только спустя 15 лет, уже после гибели Публия. Гемины состояли на тот момент в относительно близком родстве с другой ветвью Сервилиев — Цепионами: консул 203 года до н. э. приходился Публию троюродным братом.

## Биография
Гней Сервилий впервые появляется в источниках в связи с событиями 218 года до н. э., когда он был избран консулом вместе с плебеем Гаем Фламинием. Выборы проходили в первый год Ганнибаловой войны, сразу после битвы при Требии, в которой карфагеняне наголову разгромили римскую армию; в результате над Италией нависла угроза вражеского вторжения. Гемин пользовался на выборах поддержкой нобилитета, тогда как Фламиний, политик демократического толка, был избран народом вопреки воле сенаторов. Таким образом, консулы представляли разные слои общества, и их готовность к сотрудничеству на театре военных действий была под вопросом.
Задачей Гемина и Фламиния в кампании 217 года до н. э. было защитить Италию от Ганнибала. Гней Сервилий принял у одного из консулов предыдущего года, Публия Корнелия Сципиона, командование над двумя легионами, с которыми обосновался у Аримина, прикрывая одно из двух возможных направлений вторжения — по Фламиниевой дороге. Его коллега стоял с армией у Арреция, на пути через Апеннины в долину Арна. Но Ганнибал выбрал третий путь, оставшийся без охраны; вторгнувшись в Этрурию, он оказался между армией Фламиния и Римом. На этом этапе главной целью карфагенян было разгромить Фламиния прежде, чем к нему присоединится Гней Сервилий, чьё пребывание в Аримине потеряло какой-либо смысл.
Ганнибал двинулся на Рим, а Фламиний бросился в погоню, проигнорировав предложение подождать Гемина. У Тразименского озера он попал в засаду и погиб вместе со всей армией. Известно, что Гней Сервилий, узнав о появлении врага в Италии, не пошёл на соединение с коллегой, «потому что войско его было слишком тяжело» (это могло быть простой отговоркой), и отправил только 4 тысячи всадников во главе с пропретором Гаем Центением. Последний, узнав о разгроме консульской армии, повернул в Умбрию, там был настигнут вражеской конницей под командованием Магарбала и разбит: половина его людей погибла в схватке, выжившие были окружены и сдались.
В Риме после этих событий был назначен диктатор — Квинт Фабий Максим. По его приказу Гней Сервилий привёл свою армию к Риму и сдал командование; перед встречей, увидев, что Гемин скачет к нему во главе отряда всадников, Квинт Фабий выслал вперёд вестников с приказом к консулу предстать перед ним без ликторов, как частное лицо. Тот повиновался. Позже Максим направил Гнея Сервилия охранять берега Италии от карфагенского флота, а для обеспечения кораблей экипажем начал ещё одну масштабную мобилизацию, затронувшую даже вольноотпущенников. Во главе эскадры в 120 кораблей Гемин отогнал от италийского побережья вражеский флот, планировавший высадить подкрепление для Ганнибала в Пизе. Затем он обогнул Корсику и Сардинию, получил в виде контрибуции десять талантов серебра от жителей острова Церцина и начал грабить побережье Африки. Поскольку его воины не приняли необходимых мер предосторожности, они понесли серьёзные потери в схватке с карфагенянами и были оттеснены к кораблям, после чего уплыли к Сицилии. В Лилибее консул передал флот претору Титу Отацилию и уехал в Рим.
По истечении срока диктатуры Гней Сервилий принял командование у начальника конницы Марка Минуция Руфа и совместно с консулом-суффектом Марком Атилием Регулом продолжил действия против Ганнибала, придерживаясь осторожной тактики. В конце года полномочия Гемина были продлены ещё на год, и в кампании 216 года до н. э. он командовал легионом и 2-тысячным отрядом конницы. На заседании военного совета накануне битвы при Каннах летом 216 года Гней Сервилий, по данным Ливия, был единственным, кто поддержал точку зрения Луция Эмилия Павла о том, что от генерального сражения следует отказаться. Тем не менее битва произошла, и Гемин оказался в числе погибших.

## Семья
Источники не сообщают ничего о потомках Гнея Сервилия. Продолжателями рода стали двое его племянников — Гай и Марк, консулы 203 и 202 годов до н. э. соответственно.